# Heinz Field
Heinz Field er et stadion i Pittsburgh i Pennsylvania, USA, der er hjemmebane for NFL-klubben Pittsburgh Steelers. Stadionet har plads til 72.928 tilskuere. Stadionet blev indviet 24. august 2001, og erstattede Steelers gamle hjemmebane Three Rivers Stadium.